# Emilia Mernes
Maria Emilia Mernes Rueda (bolj znana kot Emilia Mernes), argentinska igralka, pevka, model in plesalka, * 29. oktober 1996, Argentina. Njena prva večja uspešnica je skladba "Recalienta".
Leta 2021 je nastopala v filmu Entrelazados.